# Néstor Scotta
Néstor Leonel Scotta mais conhecido como Néstor Scotta (San Justo,  7 de abril de 1948 – Caseros, 8 de janeiro  de 2001 ) foi um futebolista argentino. Jogava como atacante, seu primeiro club foi Unión de Santa Fe. Néstor Scotta foi o autor do primeiro gol da história do Campeonato Brasileiro, em 1971.

## História
Néstor "Tola" Scotta nasceu em San Justo, em uma família de futebolistas. Seu pai jogou no Club Colón de San Justo, e seu irmão mais novo Héctor Scotta foi um grande jogador, fez parte da Seleção Argentina de Futebol, e foi duas vezes o maior artilheiro da Campeonato Argentino de Futebol.

## Carreira
Scotta começou a jogar futebol no juvenil do Colón em San Justo. Em 1967 a Club Atlético Unión o contratou por US $ 600.000. Ele jogou no clube até 1969, quando foi para o River Plate por US $ 10 milhões. No River ele jogou 43 jogos marcando 10 gols. Em 1971 se transferiu para o Futebol Brasileiro onde atuou no Grêmio. Pelo Grêmio marcou o primeiro gol da história do Campeonato Brasileiro de Futebol,  popularmente conhecido como Brasileirão, na goleado do Grêmio por 3 a 0 sobre o São Paulo,  em jogo válido pela mais nova competição nacional do Brasil, que sucedeu as antigas Taça Brasil e Taça Roberto Gomes Pedrosa (disputadas entre os anos de 1959 a 1970).
Em 1973 Scotta se juntou ao Racing Club de Avellaneda, onde marcou 63 gols em 127 jogos. 
Em 1977 Scotta se uniu ao treinador argentino Carlos Bilardo e se associou a equipe colombiana Deportivo Cali, onde foi duas vezes finalista do Campeonato Colombiano e finalista da Copa Libertadores 1978. Durante seus anos com o clube marcou 79 gols em 109 jogos e foi duas vezes artilheiro da Copa Libertadores em 1977 e 1978.
Em 1981 Scotta retornou à Argentina, onde jogou pelo Platense, marcando 4 gols em 23 jogos.
Em 1982 ele se juntou Temperley, onde ajudou o clube a subir para a Primeira Divisão. Em 1983 ele fez parte da equipe que garantiu Temperley, sua melhor temporada, alcançando as semifinais do Campeonato Argentino de Futebol de 1983, onde foram derrotados pelo Estudiantes de La Plata.
Scotta jogou o resto de sua carreira em equipes das divisões inferiores do futebol argentino com Colón de Santa Fé em 1984, Estudiantes de Buenos Aires em 1985 e em 1986 atuou pelo Club Atlético Excursionistas.

## Morte
Néstor Scotta faleceu em 8 de janeiro de 2001, em um trágico acidente de trânsito, aos 51 anos.

## Títulos
Grêmio
- Taça do Atlântico (1971)